# Alfredo Stroessner
Alfredo Stroessner Matiauda (ur. 3 listopada 1912 w Encarnación, zm. 16 sierpnia 2006 w Brasílii) – paragwajski generał i polityk. Prezydent i dyktator Paragwaju w latach 1954–1989.

## Życiorys

### Pochodzenie, wczesne lata i kariera
Alfredo Stroessner Matiauda urodził się 3 listopada 1912 roku w Encarnación. Jego ojcem był pochodzący z Hof w Bawarii Hugo Stroessner, syn maszynisty i księgowy w browarze. W 1898 roku wyemigrował on z Hof do Paragwaju, gdzie ożenił się z Heribertą Matiaudą, bogatą Indianką z plemienia Guarani. Oprócz Alfreda małżonkowie doczekali się jeszcze dwójki dzieci, jednak informacje o rodzeństwie późniejszego paragwajskiego prezydenta nie są dobrze znane.
Stroessner uczęszczał do szkół w Asunción i Rio de Janeiro. 1 marca 1929 roku wstąpił jako kadet do Akademii Wojskowej w Asunción, a naukę w niej zakończył trzy lata później. Jako podporucznik artylerii w latach 1932–1935 brał udział w wojnie z Boliwią o obszar Chaco. Od marca 1940 do lutego 1941 roku studiował w Wojskowej Szkole Uzbrojenia w Brazylii (uzyskał stopień majora), a od 1943 roku kształcił się na członka sztabu generalnego.
W 1947 roku wziął udział w paragwajskiej wojnie domowej po stronie Federica Chavesa. Systematycznie piął się w górę po szczeblach kariery wojskowej i w 1948 roku otrzymał promocję na stopień generała brygady, zostając tym samym najmłodszym generałem w całej Ameryce Łacińskiej. W wyniku wojny domowej prezydentem Paragwaju został Chaves, a w 1951 roku Stroessner objął funkcję naczelnego dowódcy sił zbrojnych. Został także członkiem Partii Colorado.

### Prezydent i dyktator
W 1954 roku generał Stroessner dokonał z pomocą posłusznej sobie armii zamachu stanu i obwołał się prezydentem Paragwaju. Jego mandat był przedłużany w latach 1958, 1963, 1968, 1973, 1978, 1983 i 1988. Stroessner był po przywódcy Kuby Fidelu Castro drugim najdłużej panującym dyktatorem w Ameryce Łacińskiej. Jako prezydent rozbudował i podporządkował sobie prawicową Partię Czerwoną, która na równi z wojskiem stała się podporą reżimu. Od drugiej połowy lat 50. XX wieku reżim Stroessnera był zwalczany przez antyrządową partyzantkę, a od lat 60. także przez Kościół katolicki.
Alfredo Stroessner wprowadził w rządzonym przez siebie Paragwaju kult własnej osoby – już po zamachu stanu ulice paragwajskich miast zapełniły się jego wizerunkami, a jedno z nich, Ciudad del Este, przemianowano na Puerto Presidente Stroessner. Sam prezydent lubił, gdy nazywano go El Excelentissimo (pol. „Najwspanialszy”). Jego rządy cechowała korupcja, porwania, tortury i skrytobójstwa – szacuje się, że w czasach prezydentury Stroessnera zamordowano około 4–5 tysięcy osób. Wraz z CIA i innymi dyktatorami regionu był współodpowiedzialny za operację Kondor, w trakcie której ofiarą zabójstw padł szereg przedstawicieli opozycji na kontynencie południowoamerykańskim. Stroessner był zwolennikiem nazizmu i antysemitą, a ponadto zawziętym antykomunistą – podczas jego rządów żadne z państw socjalistycznych nie posiadało w Paragwaju swojej ambasady z wyjątkiem Jugosławii. W rządzonym przez niego Paragwaju schronienie znaleźli obaleni dyktatorowie, m.in. Anastasio Somoza Debayle z Nikaragui, a także, w latach 50. XX wieku, liczni niemieccy zbrodniarze wojenni z okresu II wojny światowej, w tym Josef Mengele, którego pobyt w Paragwaju, potwierdzany przez „łowców nazistów”, był przez Stroessnera ciągle kwestionowany.
Prezydent formalnie zezwolił na istnienie w kraju opozycji, była to jednak czysta propaganda. W kraju działała tajna policja polityczna szkolona przez zbiegów z hitlerowskiej formacji Schutzstaffel (SS). W okresie dyktatury setki tysięcy Paragwajczyków trafiło do więzień za sprzeciw wobec rządu. Najgorszą sławą cieszyło się więzienie La Técnica, gdzie tysiące osób zniknęło bez żadnego śladu. Do więzień trafiła nawet grupa senatorów, jednemu z nich udało się przeżyć, a w swoich zeznaniach po latach opowiadał o mających miejsce torturach, w tym wbijaniu szpilek pod paznokcie. Alfredo Stroessner zaciekle prześladował ruchy lewicowe, czym zyskał sympatię i wsparcie Stanów Zjednoczonych w okresie największego natężenia zimnej wojny. Znakomite stosunki z USA trwały aż do lat 80. XX wieku, kiedy to prezydent Ronald Reagan nałożył sankcje na Paragwaj.
Stroessner był tolerowany przez kraje kapitalistyczne głównie ze względu na politykę gospodarczą, która opierała się na ścisłej dyscyplinie finansowej i spłacie pożyczek, które kraj zaciągał w Banku Światowym. Dużym osiągnięciem było także utrzymywanie stabilnej waluty, co było rzadkością w Ameryce Południowej. W trakcie swej prezydentury stawiał na wspieranie rozwoju i udzielał gwarancji zagranicznym inwestycjom (zwłaszcza amerykańskim). Działał głównie w interesie przedsiębiorców i właścicieli ziemskich, jednocześnie starając się zjednać sobie całe społeczeństwo za sprawą opieki zdrowotnej oraz rozwoju oświaty. W 1973 roku był paragwajskim autorem kontraktu na budowę położonej na granicy z Brazylią elektrowni wodnej Itaipu, będącej największym tego typu obiektem na świecie. Po jej ukończeniu Paragwaj zyskał stałe wpływy do budżetu za sprawą sprzedawania Brazylii nadwyżek produkowanej przez elektrownię energii elektrycznej (sam zużywa zaledwie kilka procent tej energii). Innym pomysłem Stroessnera było rozdzielanie 20-hektarowych (po cenie nominalnej) działek każdemu żołnierzowi, który ukończył służbę i zgodził się wykorzystywać otrzymaną ziemię w celach rolniczych. Prawie 10 tysięcy żołnierzy skorzystało z tej propozycji. Wbrew propagandzie reżimu, z dochodów państwa korzystali głównie bogaci posiadacze ziemscy i najbogatsi biznesmeni. W kraju kwitła korupcja, a członkowie związanej z dyktaturą prawicowej Partii Czerwonej cieszyli się w kraju specjalnymi wpływami, m.in. otrzymywali większy dostęp do rynku pracy i opieki medycznej. Pewną część dochodu Stroessner uzyskiwał dzięki handlowi narkotykami i nielegalnemu obrotowi bronią – Paragwaj stał się bowiem swoistym rajem dla narkotykowych baronów, handlarzy bronią czy przemytników. Stroessner skutecznie zabiegał także o środki finansowe od Stanów Zjednoczonych w ramach pomocy sojuszniczej.

### Upadek i emigracja
3 lutego 1989 roku, po 35 latach rządów, Alfredo Stroessner został obalony przez generała Andrésa Rodrígueza – człowieka numer dwa w państwie, który obawiał się postawienia przed sądem – niedługo potem generał przywrócił rządy cywilne. Obalony dyktator spędził kilka dni w więzieniu, a następnie udał się na wygnanie do Brazylii, w której stolicy 16 sierpnia 2006 roku zmarł z powodu udaru mózgu po zachorowaniu na zapalenie płuc w następstwie operacji przepukliny. Przez wiele lat Paragwaj bezskutecznie starał się o ekstradycję dyktatora w celu osądzenia go za zbrodnie mające miejsce za jego rządów, a także operacji Kondor. Po jego obaleniu na świat wyszły zbrodnie reżimu. Ofiary reżimu były bite i torturowane z pomocą prądu. Krzyki ofiar oprawcy nagrywali i odtwarzali przez telefony ich rodzinom. Często rodziny musiały płacić za zwłoki zamordowanego dysydenta. Według relacji dyktator osobiście nadzorował tortury i przesłuchania.

## Życie prywatne
Był żonaty i miał trójkę dzieci, mimo to otaczał się bardzo dużym gronem kochanek i według jednej z wersji był ojcem piętnaściorga nieślubnych dzieci.